# Powiat Kawabe
Powiat Kawabe (jap. 川辺郡 Kawabe-gun) – powiat w Japonii, w prefekturze Hyōgo. W 2024 roku liczył 28 355 mieszkańców.

## Miejscowości
- Inagawa